# Zámostí-Blata
Zámostí-Blata é uma comuna checa localizada na região de Hradec Králové, distrito de Jičín‎.